# Special Selection
Special Selection är ett musikalbum av The Boppers som släpptes 1981.

## Låtlista
1. Talk tough
2. Tears on my pillow (live)
3. Más, dame màs amor(I'm in love all over again)(spanish)
4. Angela (japanese)
5. Penas (Heartaches)(spanish)
6. Rev rev
7. Teenager in love (live)
8. Back to the hop
9. White christmas
10. Tic toc (spanish)
11. Baby talk
12. Goodnight sweetheart, well, it's time to go